# Phanophorus
Phanophorus là một chi bọ cánh cứng trong họ 
Elateridae.
Chi này được miêu tả khoa học năm 1851 bởi Solier.

## Các loài
Các loài trong chi này gồm:
- Phanophorus parallelus Solier, 1851
- Phanophorus perspicax (Guerin, 1830)